# Monte Alegre (ort i Brasilien, Pará, Monte Alegre)
Monte Alegre är en ort i Brasilien.   Den ligger i kommunen Monte Alegre och delstaten Pará, i den centrala delen av landet, 1 700 km norr om huvudstaden Brasília. Monte Alegre ligger 57 meter över havet och antalet invånare är 22 840.
Terrängen runt Monte Alegre är platt. Det finns inga andra samhällen i närheten.
Trakten runt Monte Alegre består huvudsakligen av våtmarker. Runt Monte Alegre är det mycket glesbefolkat, med 3 invånare per kvadratkilometer.